# Elecciones presidenciales de Portugal de 1949

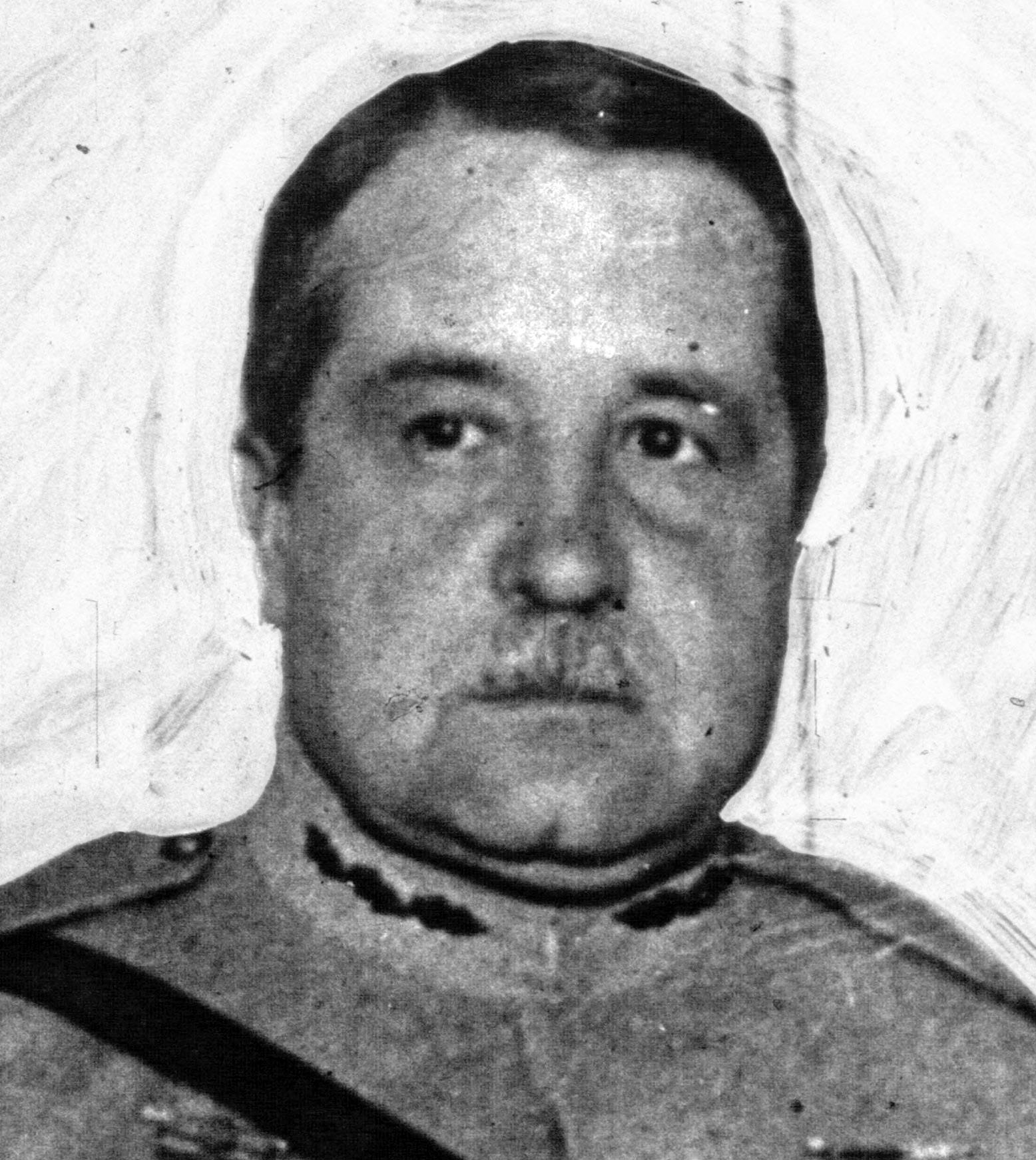
José Norton de Matos, el candidato de la oposición al régimen

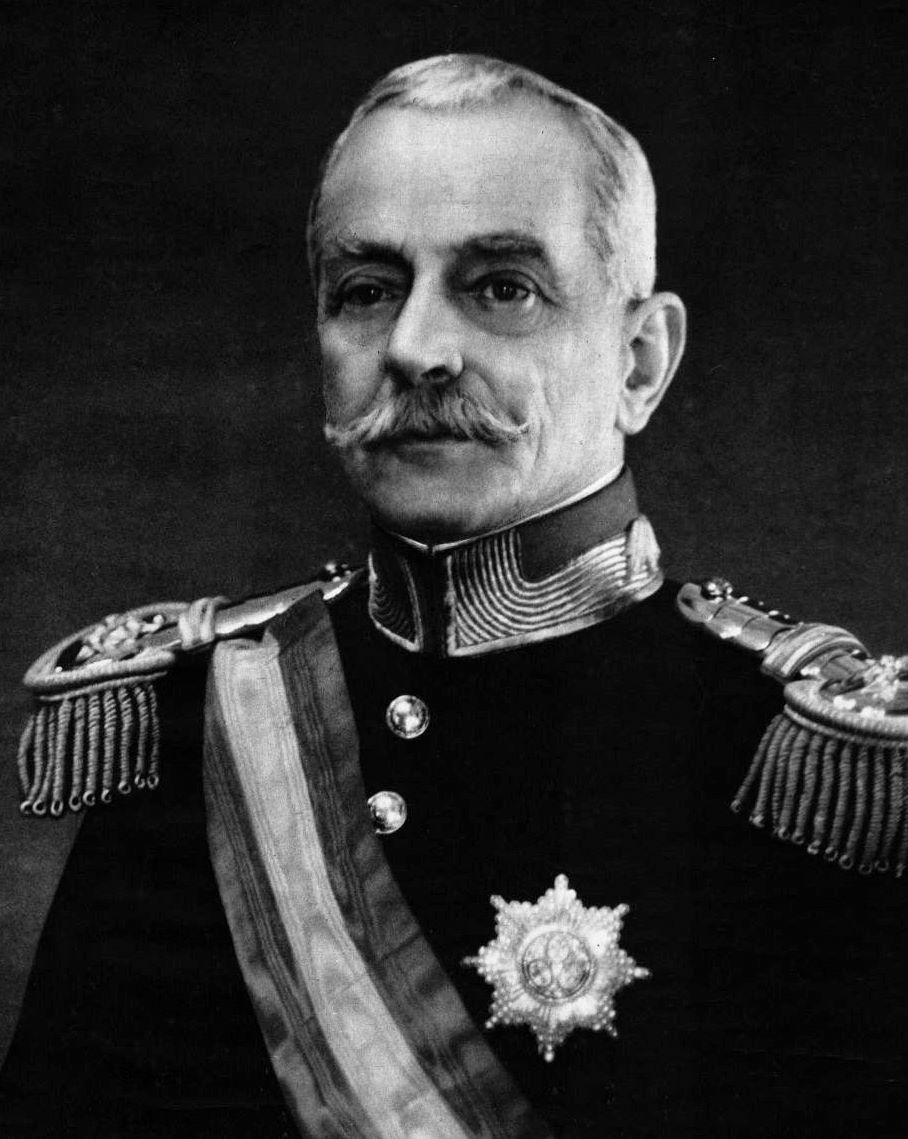
Óscar Carmona, el candidato del régimen reelegido presidente, sin oposición, después de la retirada de Norton de Matos.

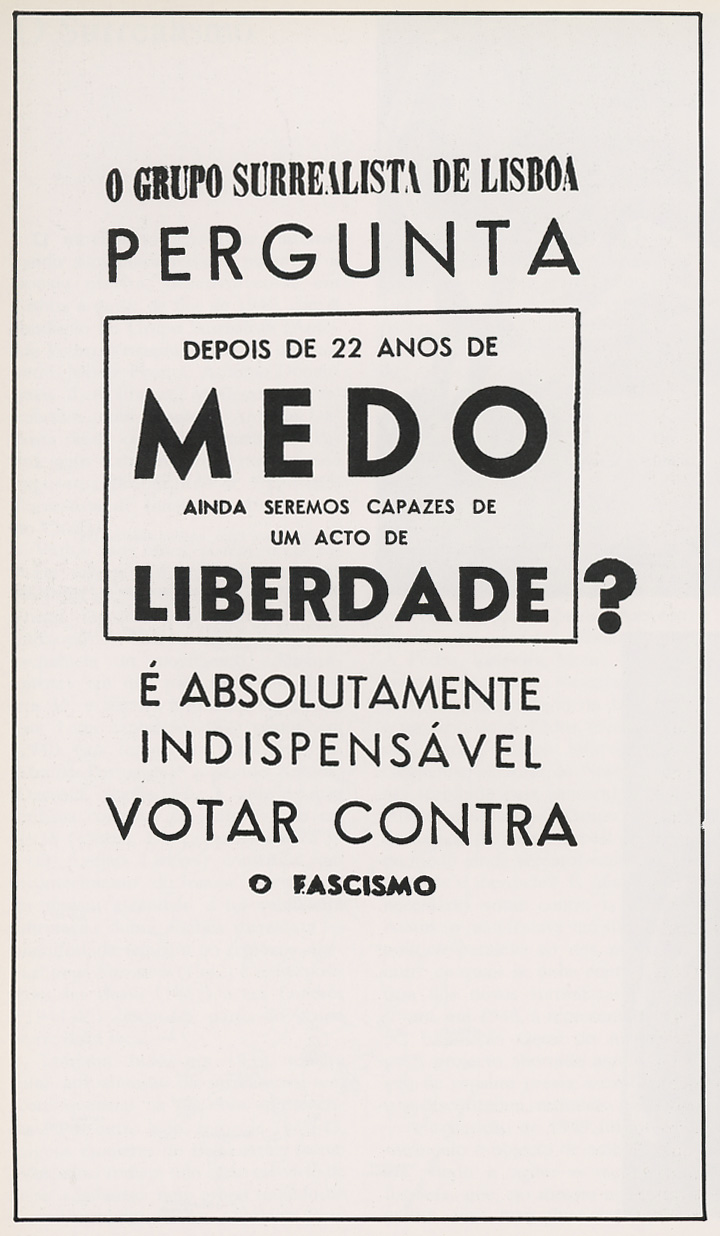
Portada del catálogo de la campaña electoral en apoyo a Norton de Matos, prohibida por la censura.

Se celebraron elecciones presidenciales en Portugal el 13 de febrero de 1949.
Las estructuras creadas por la oposición durante la campaña electoral de 1945 se mantuvieron y, el 31 de enero de 1948, el MUD (Movimiento de Unidad Democrática) llevó a cabo otra sesión. Todo su comité central fue arrestado tras el final de esta sesión.
Bento de Jesus Caraça, el más prominente organizador de la oposición y militante del Partido Comunista Portugués murió el 25 de junio de 1948. El entorno político se agitó de nuevo con los preparativos de las elecciones presidenciales. Por primera vez desde el golpe de Estado de 1926, la oposición se presentó a las elecciones. El movimiento de oposición lanzó, el 9 de julio de 1948, la candidatura del general José Norton de Matos, que era entonces gran maestro de la masonería, prohibida en Portugal. Los monárquicos decidieron, el 7 de enero, el apoyo a António Óscar de Fragoso Carmona, el candidato del régimen.
El general Norton de Matos anunció su candidatura a la presidencia y distribuyó un Manifiesto a la Nación, que era su programa político, publicado en una conferencia de prensa, el 12 de julio de 1948. El 19 de agosto de 1948, la policía política (PIDE) rodeó la residencia de Norton de Matos, donde había una reunión de preparación de su campaña a la presidencia, y varios participantes fueron detenidos.
El 10 de septiembre de 1948, el candidato de la oposición, Norton de Matos, publicó Os Dois Primeiros Meses da Minha Candidatura à Presidência da República (Los dos primeros meses de mi candidatura a la presidencia de la República).
El 2 de octubre de 1948, Norton de Matos dirigió dos mensajes al presidente António Óscar de Fragoso Carmona y al jefe de Gobierno António de Oliveira Salazar donde exigía condiciones políticas para que las elecciones presidenciales se realizaran en un clima democrático e imparcial.
Se celebraron mítines en apoyo a Norton de Matos en Oporto y Lisboa.
En el mitin de Lisboa, Norton de Matos anunció que iba a retirar su candidatura porque no había garantías de independencia en las elecciones. Su retirada generó, sin embargo, la controversia en la oposición al régimen y entre sus partidarios. El 12 de febrero de 1949 (la víspera de las elecciones), Norton de Matos retira su candidatura.
Sin oposición, el candidato del régimen, Óscar Carmona fue reelegido presidente de la República, el 13 de febrero de 1949.